# موجارة عشارية الأشواك
موجارة عشارية الأشواك (الاسم العلمي: Gerres decacanthus) (بالإنجليزية: Small Chinese silver-biddy)‏ هي نوع من الأسماك تتبع جنس الموجارة من فصيلة الموجارات.